# Wilhelm Eduard Weber
Pour les articles homonymes, voir Weber.
Wilhelm Eduard Weber (24 octobre 1804 à Wittemberg - 23 juin 1891 à Göttingen) est un physicien prussien qui a raccordé différentes unités de mesure électriques et magnétiques par des expériences précises, et a joué un rôle décisif dans l'invention du télégraphe électrique. On lui doit une théorie originale de l'interaction électromagnétique. En début de carrière, il a également publié des travaux en acoustique sur les tuyaux d'orgue à anche.

## Biographie
Wilhelm Weber était le cinquième enfant d'un théologien de Wittenberg, et le petit-fils d'un agriculteur. Il étudia les sciences à Halle-sur-Saale, soutint sa thèse en 1826 et devint privat-docent puis professeur surnuméraire de cette université.

### Jeunesse
Wilhelm Eduard Weber est né le 24 octobre 1804 à Wittenberg. Son père, Michael Weber, était professeur de théologie à l'Université de Wittenberg. Michael a eu treize enfants, parmi lesquels seuls une fille et quatre fils ont atteint l'âge adulte. Wilhelm est son troisième fils survivant.
Parmi ses frères, l'aîné est devenu pasteur. Le cadet, Ernst-Heinrich, est devenu un anatomiste et physiologiste de premier plan, professeur à l'Université de Leipzig. Le plus jeune frère, Eduard, est également devenu professeur d'anatomie à Leipzig.
En 1814, la Prusse attaque la ville de Wittenberg. Pendant le raid, la maison dans laquelle la famille Weber vivait a été détruite et, alors que l'armée prussienne s'emparait de la ville, l'université, où son père était professeur, a été fermée.
Par conséquent, en 1815, la famille a déménagé à Halle, où Michael Weber est devenu professeur de théologie à l'Université de Halle. Jusqu'à présent, Wilhelm avait ses cours à la maison; habitant à Halle, il étudie à l'Orphelinat Asylum and Grammar School.
En 1821, Wilhelm entre à la fondation Francke, se préparant à entrer à l'Université de Halle. À cette époque, il n'a que dix-sept ans mais est suffisamment avancé pour rejoindre son deuxième frère, Ernst Heinrich, dans ses recherches sur l'écoulement des liquides ainsi que sur l'eau et les ondes sonores.
En 1822, il entre à l'Université de Halle, étudiant la philosophie naturelle. Pendant cette période, il est fortement influencé par le physicien Johann Salomo Christoph Schweigger (de) et le mathématicien Johann Friedrich Pfaff.
Parallèlement, il continue à collaborer avec son frère Ernst et, en 1825, publie le résultat de leurs expériences sous le nom de «Wellenlehre, auf Experimente gegründet». Cela a fait connaître leurs noms dans le circuit scientifique.
D'ici là, il commence également à travailler sur sa thèse de doctorat sur les tuyaux d'orgue à anche sous la direction du professeur Schweigger. Il soumet sa thèse en 1826, et obtient le diplôme la même année.

### Travaux en acoustique à Halle
En 1827, Wilhelm Weber rejoint l'Université de Halle en tant que Privatdozent. Il commence dès lors à rédiger sa thèse d'habilitation sur les tuyaux d'orgue en tant qu'oscillateurs couplés avec couplage acoustique de l'anche et de la cavité de l'air, la soumettant la même année.
En 1828, il devient professeur extraordinaire de philosophie naturelle à Halle. Plus tard en septembre, il accompagne Ernst à Berlin, où les frères ont assisté à la 7e réunion de la Gesellschaft Deutscher Naturforscher und Arzte.
Là, Wilhelm Weber expose un article sur les tuyaux d'orgue, qui impressionne des universitaires comme Alexander von Humboldt, organisateur de la rencontre, et Carl Friedrich Gauss, professeur à l'Université de Göttingen, qui était à l'époque intéressé par le géomagnétisme.
Gauss décèle rapidement le potentiel de Weber et réalise que le jeune homme ferait un excellent collègue. Malheureusement, à cette époque, il n'y avait pas de poste disponible pour Weber à Göttingen et il est donc resté à Halle et a publié une série d'articles sur les tuyaux d'orgue à anches.

### Le schème de Weber
Le schème de Weber est l’ensemble des lois simples reliant la fréquence du son produit par un tuyau à anche et la longueur du tuyau résonant. Ces lois ne décrivent qu’un phénomène moyen, qui n’est jamais suivi avec exactitude, mais qui sert à estimer un ordre de grandeur. Le schème de Weber se base sur la fréquence de battement de l’anche sans résonateur et des partiels du tuyau. Le schème de Weber met en évidence un phénomène important en acoustique : en deçà  d'une longueur du tuyau, la fréquence du son ne peut pas dépasser une certaine limite, celle du palier de l’anche seule.

### L'unification des unités électromagnétiques
Wilhelm Weber, par la répétition systématique de toutes les expériences quantitatives d'Œrsted et Faraday, et le raccordement aux mesures magnétiques menées par Gauss, est un pionnier du système international d'unités électriques. Il a développé pour cela de nouveaux instruments de mesure, comme l'électrodynamomètre et le magnétomètre à inducteur terrestre, qui lui ont permis de mener des mesures d'une précision jusque-là inégalée. De même que Newton avait relié accélération, force, masse et attraction gravitationnelle, il a, par ce moyen, raccordé entre elles toutes les grandeurs électromagnétiques connues de son temps : intensité du courant électrique, force électromotrice induite, capacité des condensateurs. Au cours de ce travail d'unification, Weber fit sa propre découverte, à savoir que les deux lois d'attraction de Coulomb : la force électrostatique et l'interaction magnétique dipolaire, qu'Œrsted avait reliées, sont, indépendamment du milieu matériel à travers lequel elles agissent, dans un rapport de vitesse, et que cette vitesse est celle de la lumière. C'était la première fois que cette grandeur, qu'on pensait alors caractéristique de l'éther luminifère, intervenait dans les lois de l'électromagnétisme. Cette découverte fut considérée à l’époque comme une confirmation de l'hypothèse de Faraday, selon laquelle les forces électromagnétiques agissent, comme la lumière, par propagation d'ébranlements d'un même éther. Maxwell put ainsi fonder son électrodynamique comme une mécanique des fluides appliquée à cet éther hypothétique, et le physicien autrichien Hasenöhrl en déduisit que les lignes de champ décrivent la répartition de l'énergie à travers l'éther.
Weber fut aussi le premier à suggérer la propagation de l'électricité par flux de particules élémentaires en s'appuyant sur la seconde loi de l'électrolyse de Faraday et sur les idées de Davy et Berzelius sur l'activité chimique des solutions. Outre une charge électrique, il assigne à ces particules d'électricité une masse (ou inertie) précise, et il explique par ce moyen la conduction électrique dans les métaux, étude qui sera reprise 30 ans plus tard à l'occasion des phénomènes découverts avec les rayons cathodiques. Weber s'en sert également pour interpréter les effets du diamagnétisme.

### Collaboration avec Gauss
Au début de 1831, à la mort de Tobias Mayer Jr. (de), un poste vacant fut créé à Göttingen. Gauss le fit recruter à la chaire de Physique de Göttingen, et les deux hommes travaillèrent désormais de concert à l'étude du magnétisme. On s'était déjà aperçu (à l'occasion des découvertes de Weber) que la vitesse de la lumière jouait un rôle en électricité, à savoir qu'elle mesurait la vitesse de propagation des signaux télégraphiques. Ce sont Gauss et Weber qui, en 1833, ont produit le premier télégraphe électromagnétique qui connut une diffusion rapide, et poussa l'idée de mesurer la vitesse des signaux (avec des miroirs tournants), que l'on reconnut très voisine de la vitesse de la lumière, ouvrant  à la physique de nouvelles perspectives. Gauss et Weber furent certainement les premiers à utiliser un télégraphe électrique bifilaire, en envoyant un télégramme entre l'observatoire et l'Institut de physique de Göttingen, le courant nécessaire étant produit par rotation d'aimants. Peu après (en Bavière), le télégraphe devint le dipôle d'un circuit, avec retour par mise à la terre. Gauss et Weber avaient dédaigné de breveter leur invention ; mais un événement politique allait brutalement mettre un terme à cette fructueuse collaboration.
Parallèlement, Weber excellait dans l'enseignement de la physique à son poste, illustrant ses conférences avec des expériences. Bientôt, il réalise que les étudiants progresseraient davantage s'ils pouvaient effectuer ces expériences eux-mêmes. Par conséquent, il a ouvert son laboratoire à l'usage de ses étudiants.

### La crise de 1837
Weber était attaché aux libertés apportées par l'occupation française. Les décrets de Carlsbad (1819) avaient déjà marqué une volonté de contrôle accru des universités. En 1837, lorsque le nouveau roi de Hanovre, Ernest-Auguste Ier, abrogea la constitution libérale de 1833 pour rétablir un régime absolutiste, Weber fut l'un des sept professeurs de l'université de Göttingen à protester publiquement. Un ensemble sculptural de Floriano Bodini (1933-2005) a été élevé pour commémorer la liberté individuelle mise au service de la collectivité et se dresse sur la place dédiée à ces 7 enseignants, avec un portail de six mètres de haut, entrouvert, symbolisant la rupture du dialogue 
Refusant de se rétracter, les « Sept de Göttingen » (dont Weber et les frères Grimm) furent officiellement démis de leurs fonctions le 14 décembre 1837. En 1839, Johann Benedict Listing fut nommé professeur associé (Extraordinarius) pour succéder à Weber à la chaire de physique, mais ne devint professeur titulaire qu'en 1849.
Weber resta cinq ans sans poste officiel. Une collecte nationale fut organisée pour soutenir les professeurs sanctionnés. Gauss, bien que resté en poste, lui offrit un emploi de préparateur. Leur collaboration au Magnetischer Verein (1837-1843), financé par Alexander von Humboldt, permit à Weber de poursuivre ses recherches en électrodynamique.
En 1843, face au boycott de la communauté académique allemande, le roi proposa la réintégration des professeurs révoqués. Seuls Weber et l'orientaliste Heinrich Ewald acceptèrent. Listing, qui avait assuré l'intérim à la chaire de physique, est promu professeur ordinaire en 1849. Il y gagna une position institutionnelle dans un contexte où d'autres y perdirent beaucoup, ce qui explique peut-être pourquoi ses travaux topologiques (comme le ruban de Listing, 1858) furent ultérieurement éclipsés par ceux de Möbius.

### Dernières années
Rétabli dans son poste de professeur à Göttingen, Weber a publié de 1846 à 1856 d'importantes recherches sur la détermination des forces électrodynamiques. Il devient membre étranger de la Royal Society en 1850, membre de l'Académie de Berlin (1863) et correspondant de l'Institut de France (1865).
Weber était d'un caractère jovial, avec un sourire juvénile et une certaine timidité, mais dans les discussions scientifiques il savait être inflexible. Il faisait spontanément confiance aux inconnus, et on lui a parfois reproché sa bienveillance envers les spirites. Sa gentillesse et sa modestie attiraient l'attention même lorsqu'il se tenait à l'écart des discussions ; il ne manifesta par exemple aucun signe d'aigreur (et n'écrivit rien sur ce sujet) lorsqu'à la Convention du Mètre de Paris, on ne donna que des noms de savants français aux grandeurs physiques que lui-même avait caractérisées.
Favorable aux idées libérales, Weber marqua toujours un vif intérêt pour les questions politiques, et il s'enthousiasma lors de la proclamation de l'Unité allemande en 1870. Il était de petite taille, les épaules étroites, mais il marchait d'un pas vif et continua d'effectuer des randonnées pédestres jusqu'à un âge avancé. Il conserva toute sa vie un commerce étroit avec ses frères ; il resta célibataire, une nièce s'occupant de la tenue de son intérieur.
L'unité du flux magnétique (le weber) lui doit son nom.

## Œuvres
- (de) Akustik, Mechanik, Optik und Wärmelehre, Berlin, Springer, 1892 (lire en ligne)
- (de) Wellenlehre, Berlin, Springer, 1893 (lire en ligne)
- (de) Galvanismus und Elektrodynamik, Berlin, Springer, 1894 (lire en ligne)
- (de) Mechanik der menschlichen Gehwerkzeuge, Berlin, Springer, 1894 (lire en ligne)
- Wilhelm Weber's Main Works on Electrodynamics Translated into English. Volume 1: Gauss and Weber's Absolute System of units
- Wilhelm Weber's Main Works on Electrodynamics Translated into English. Volume 2: Weber's Fundamental Force and the Unification of the Laws of Coulomb, Ampère and Faraday
- Wilhelm Weber's Main Works on Electrodynamics Translated into English. Volume 3: Measurement of Weber's Constant c, Diamagnetism, the Telegraph Equation and the Propagation of Electric Waves at Light Velocity
- Wilhelm Weber's Main Works on Electrodynamics Translated into English. Volume 4: Conservation of Energy, Weber's Planetary Model of the Atom and the Unification of Electromagnetism and Gravitation

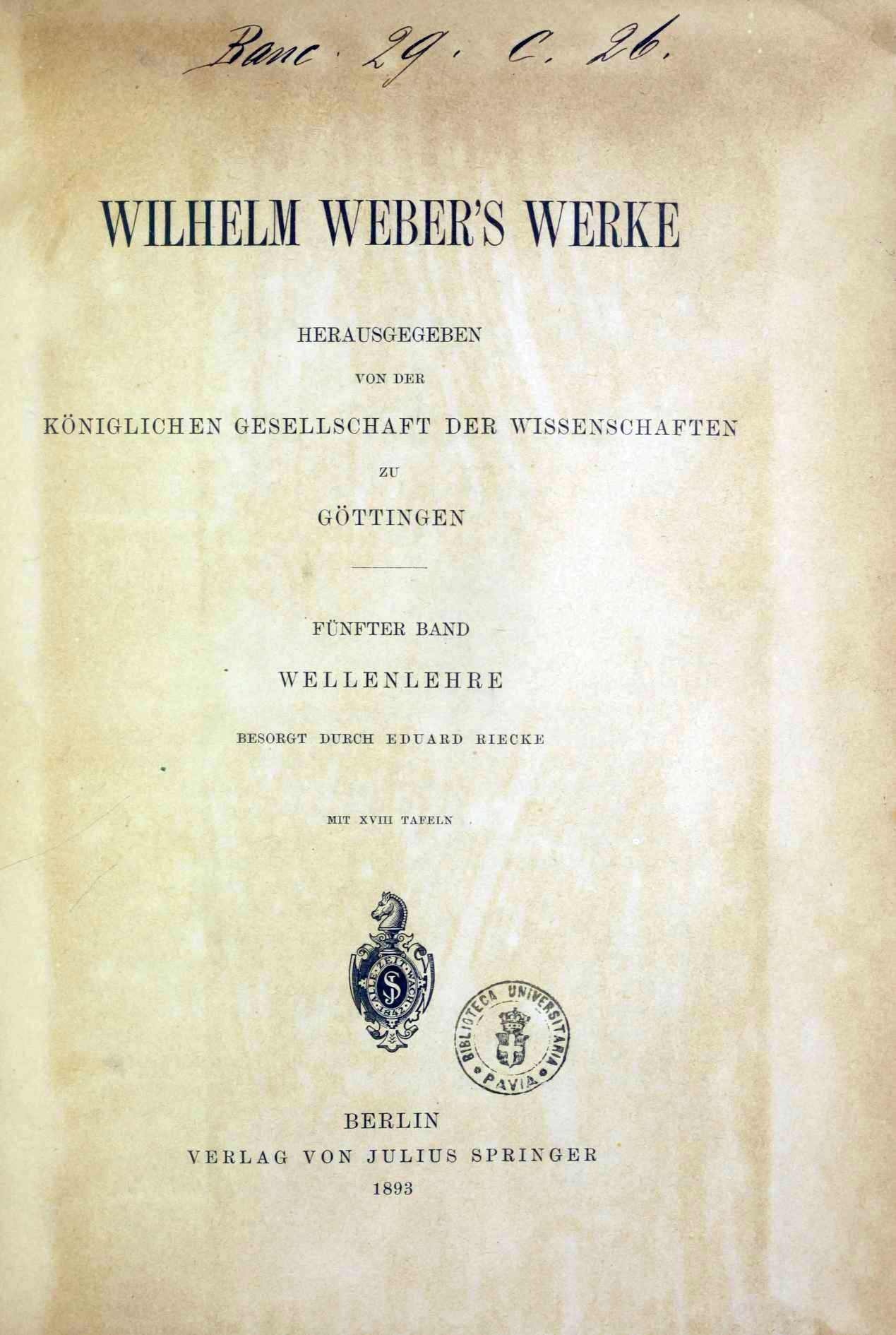
Wellenlehre, 1893